# Olesk
Olesk (ukrainisch Олеськ; russisch Олеск/Olesk, polnisch Olesk) ist ein Dorf in der Ukraine mit etwa 800 Einwohnern.

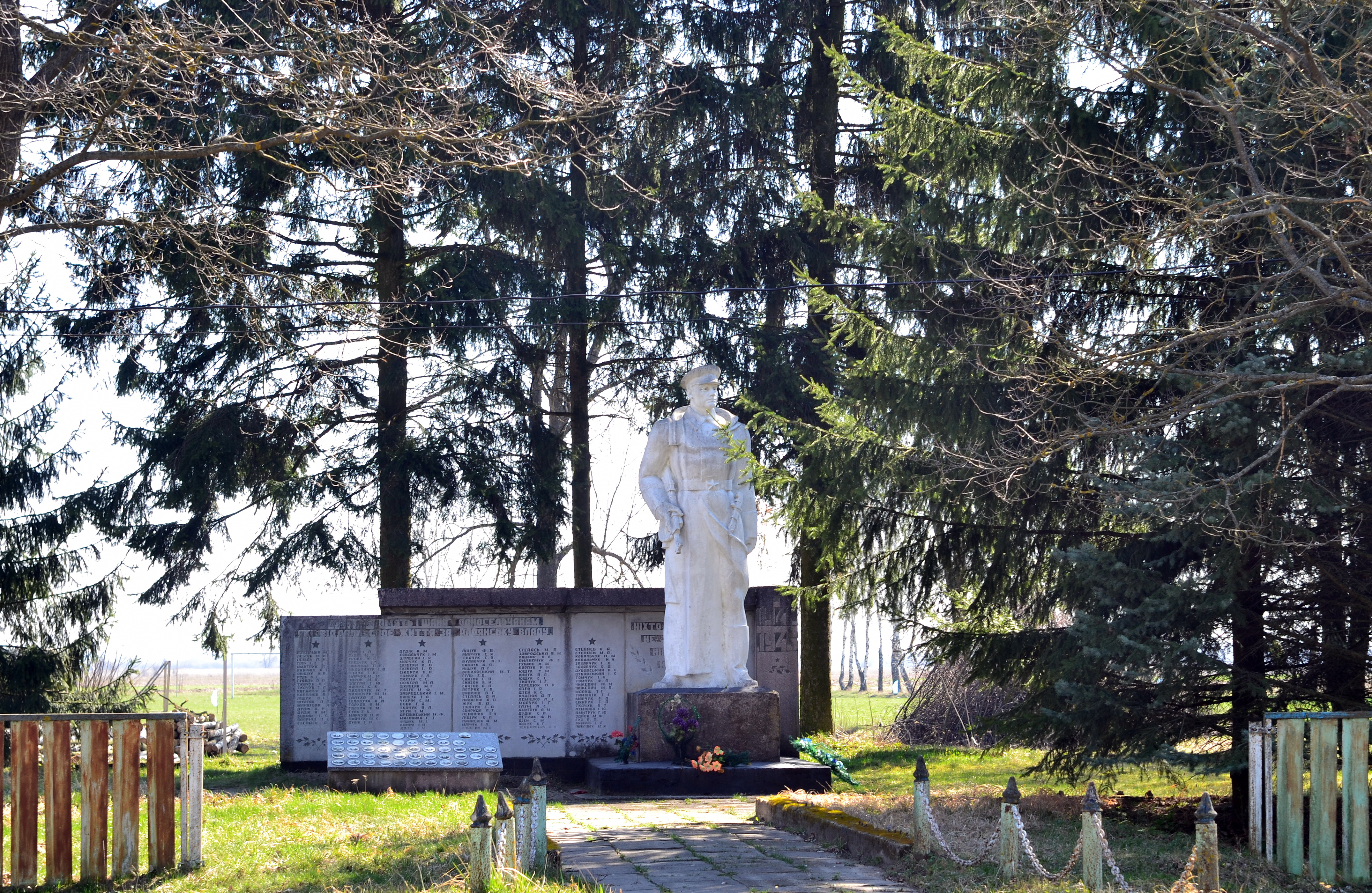
Denkmal im Ort

## Lage
Olesk liegt in der Oblast Wolyn im Rajon Kowel. Das ehemalige Rajonszentrum Ljuboml ist etwa 17 Kilometer nordwestlich gelegen, die Oblasthauptstadt Luzk etwa 89 Kilometer südöstlich. Die polnische Grenze verläuft im Westen in etwa 20 Kilometer Entfernung, durch das Ortsgebiet fließt das Flüsschen Neretwa (Неретва).

## Geschichte
Der Ort wurde 1453 zum ersten Mal schriftlich erwähnt und lag bis zur Dritten Polnischen Teilung 1795 als Teil der Adelsrepublik Polen-Litauen, in der Woiwodschaft Ruthenien/Chełmer Land. Danach kam es zum neugegründeten Gouvernement Wolhynien als Teil des Russischen Reiches.
Nach dem Ende des Ersten Weltkriegs wurde der Ort Teil der Zweiten Polnischen Republik (Woiwodschaft Wolhynien, Powiat Włodzimierz, Gmina Olesk). Infolge des Hitler-Stalin-Pakts besetzte die Sowjetunion das Gebiet. Nach dem deutschen Überfall auf die Sowjetunion im Juni 1941 war der Ort bis 1944 unter deutscher Herrschaft, kam dann nach dem Zweiten Weltkrieg wieder zur Sowjetunion und wurde in die Ukrainische SSR eingegliedert. Seit 1991 ist Olesk ein Teil der heutigen Ukraine.
Am 23. Dezember 2016 wurde das Dorf ein Teil der neugegründeten Landgemeinde Wyschniw (ukrainisch Вишнівська сільська громада/Wyschniwska silska hromada), bis dahin bildete das Dorf zusammen mit dem nördlich gelegenen Dorf Hlynjanka (Глинянка), die gleichnamige Landratsgemeinde Olesk (Олеська сільська рада/Oleska silska rada) im Südosten des Rajons Ljuboml.
Am 17. Juli 2020 wurde der Ort Teil des Rajons Kowel.